# 谷音
谷音（1954年11月17日—），本名苏秋芸，台灣女演員，1988年以《庭院深深》獲得金鐘獎女演員獎。

## 生平
谷音1960年代末開始演戲，是早期少見的國台語雙聲帶演員，曾演過台語版的《小李飛刀》。她年輕時即以反派演出著稱，曾在受訪時表示：「一般人都不太願意演反派。有人勸我年紀還輕，不要演反派。但是我喜歡演反派，因為我覺得正派戲好演，反派戲才能看出演技。」1980年代，她參演瓊瑤小說改編的連續劇《幾度夕陽紅》、《煙雨濛濛》等，並於1988年以《庭院深深》中尖酸刻薄的歐愛琳一角獲得電視金鐘獎女演員獎。
谷音1990年隨前夫移民美國馬里蘭州，而後離婚，獨力扶養女兒劉莉莉。待女兒年紀稍長，她便常回台接戲，演出《台灣靈異事件》、《夜市人生》等劇。目前定居加州洛杉磯，並擔任全美臺灣同鄉聯誼會顧問。

## 演出作品

### 電影
- 心花朵朵（1972）
- 虎拳鐵掌（1974）
- 廣東好漢（1974）
- 大通緝令（1974）
- 煙雨（1975）
- 糊塗大偵探（1975）
- 獨臂雙雄（1976）
- 萬花筒（1977）
- 夕陽浪花愛（1977）
- 鐵馬騮（1977）
- 搶孤（1980）
- 心酸酸（1980）
- 套房出租（1980）
- 女兒心（1980）
- 痴情女子（1982）
- 天天天藍（1984）

### 電視劇
- 六姊妹（1973）...林亦嵐
- 英雄榜（1974;台語版小李飛刀）...孫小虹
- 寒流（1976）
- 恩情深似海（1977）...展芳蘭
- 江南遊龍鳳客棧（1980）...方玉鳳
- 蕭十一郎（1983）...風四娘
- 江南遊龍 恩怨情天（1983）...曉蓮
- 煙雨濛濛（1986）...王雪琴
- 庭院深深（1987）...歐愛琳
- 爸爸請你要奮鬥（1987）...方雲卿
- 在水一方（1988）...高絮白
- 冰點（1988）...夏夢蓮、麥雨薔
- 施公奇案（1998）...福晉
- 台灣靈異事件 賭鬼老母（1997）...嚴郭阿彩
- 台灣怪談 人賣鬼（1999）...王姊
- 台灣靈異事件 靈異特攻隊~家有賤鬼（2000）...李委員
- 歡喜來逗陣（2008）...黃麗虹
- 夜市人生（2009）...潘千慧
- 風水世家（2012）...丁美雪

## 獎項
| 年份 | 頒獎典禮     | 獎項     | 作品         | 結果 |
| ---- | ------------ | -------- | ------------ | ---- |
| 1988 | 第23屆金鐘獎 | 女演員獎 | 《庭院深深》 | 獲獎 |

## 外部連結
- 谷音在互联网电影资料库（IMDb）上的資料（英文）（英文）
- 谷音在香港影庫上的簡介
- 谷音在时光网上的簡介（简体中文）
- 谷音心情網站
- 谷音網誌（页面存档备份，存于）
- 谷音臉書